# Шиур кома
«Шиур кома» (др.-евр. שיעור קומה‬) — еврейское эзотерическое произведение об «измерении тела Господня». Сохранилось, предположительно, в виде отрывков, причём наиболее значительным из них является тот, который часто принимался за цельное произведение и который вошёл в «Книгу ангела Разиэля» («Сефер Разиэль»). Измерения приписываются раввину Ишмаэлю бен Элиша (жил в 90-135 годы), получившему их от ангела Метатрона.

## Содержание
«Каковы измерения Бога, сокрытого от всех своих творений? Ступни (подошвы) ног Его заполняют весь мир (согласно словам Исаии, 66:1), a высота их 3 мириады по 1000 парасангов». Гигантскими являются и остальные части Его тела, которые носят мистические названия.
На сердце Его начертано 70 имён. Далее следует описание головы, бороды, носа и языка. Последний простирается от одного конца мира до другого. Божественные имена начертаны и на челе Его и т. д.
Слова рабби Ишмаэля в конце текста гласят: «Когда я пришёл и передал рабби Акиве эти вещи, он сказал мне: Кто знает эти измерения, касающиеся нашего Творца, и гимн, воспевающий Бога, сокрытого от всех творений, может быть уверен, что будет иметь удел в мире грядущем, что блеск будущей жизни будет радовать его даже на земле и дни его будут продолжены… лишь бы он повторял их ежедневно, подобно тому, как повторяют Мишну». Подобное же место, выражающее ту же мысль, имеется в «Книге ангела Разиэля» (37a) — в «Hechalot Rabbati» (изд. Иерусалим, XI, 1) и y Еллинека (ВН., III, 91); взаимоотношение обеих версий разобрано Гастером.

## Датирование
Датирование «Шиур кома» осложняется различиями между современной версией этого произведения и более древними редакциями. Произведение с названием «Шиур кома» было известно до времени Саадии-гаона, так как его упоминают: караимский учёный Соломон бен-Иерохам (род. 886 г.), епископ Агобард из Лиона (около 820 г.) и одно англосаксонское произведение VIII века. Авторы ЕЭБЕ полагают, что последняя редакция «Шиур кома» не могла возникнуть позднее VIII века.
По своему мистическому характеру «Шиур кома» должно быть отнесено к группе из книг «Хехалот», «Metatron», «Книга Еноха» и «Алфавит рабби Акивы». Трудно решить, какое является древнейшим.
Цунц, Грец, Еллинек и Блох относят «Шиур кома» к эпохе гаонов (VI—XI вв.), a Грец видел в нём следы ислама. Однако авторы ЕЭБЕ допускают, что в его основание легли древнейшие мистические представления ο Меркава, расцвет которых должен быть отнесён к I веку, окристаллизовавшиеся в конце концов в эту форму.
В «Шиур кома» легко заметить следы древнего гностицизма, поэму Гастер и относит это произведение к временам, предшествовавшим гаонам; этот взгляд разделяют также Кохлер и Л. Гинцберг. Гастер, опубликовавший неизвестный до того отрывок, замечает: «Он относится к теории происхождения мира, как его понимали Валентин и Марк, мистические апокалипсы и псевдоэпиграфы последнего века до возникновения христианства и первого века после него. Принимая во внимание живучесть веры в магию и мистику, едва ли можно допустить, что эзотерические взгляды таннаев погибли; они только претерпели со временем известные изменения, почему „Шиур кома“ и должно считаться, по сути своей, произведением древним».

## Отношение иудаизма
Маймонид, в ответе на заданный ему вопрос о том, как следует относится к «Шиур кома» написал, что, по его мнению, авторами этого произведения не могут быть еврейские мудрецы, и это произведение необходимо уничтожить. Он полагал, что стирающий память об этой книге выполняет заповедь «не упоминать имени бога», так как наличие у Бога «размеров» говорит о том, что это «другие боги».
Авраам ибн Эзра признавал авторитет этой книги, но считал, что текст надо понимать не буквально, а рассматривать описание «частей тела» как аллегорическое изображение частей космоса.